# Barneskole
Barneskole er betegnelsen på den skole i Norge, med elever fra første til syvende klasse. Mindre barneskoler har kun elever fra første til fjerde klasse. Skoler hvor to eller flere klassetrin er slået sammen, kaldes fådelte skoler; mens små skoler med alle eleverne i én gruppe kaldes udelte. Årgangene deles for det meste ind i småskoletrinnet, som omfatter eleverne i 1. til 4. klasse, og mellomtrinnet, fra 5. til 7. klasse.

Barneskolen er en del af grunnskolen.